# Station Chafford Hundred
Chafford Hundred is een spoorwegstation van National Rail in Thurrock in Engeland. Het station is eigendom van Network Rail en wordt beheerd door c2c. 

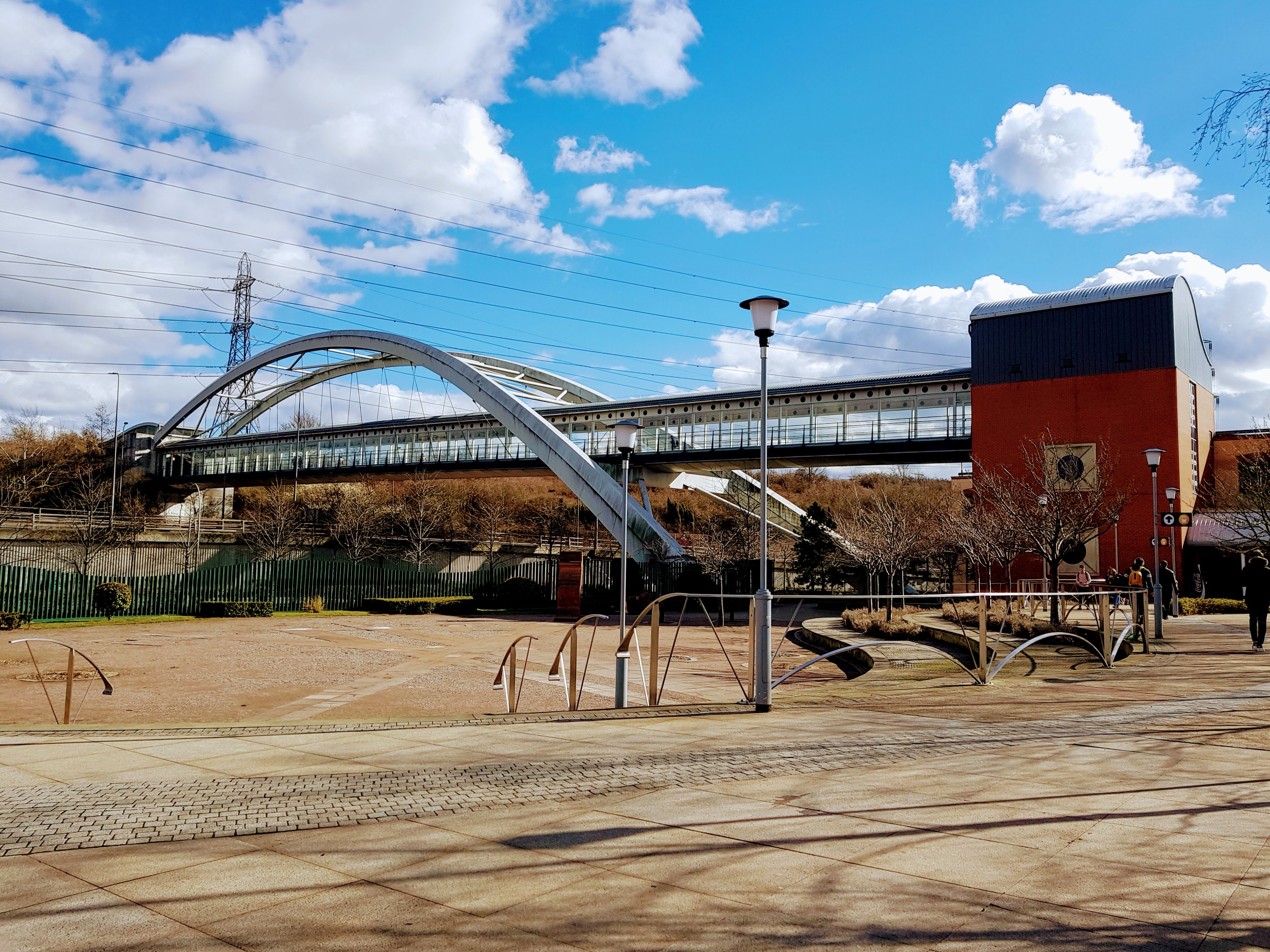
Loopbrug naar belendend winkelcentrum